# Esclavitud en Libia en el siglo XXI

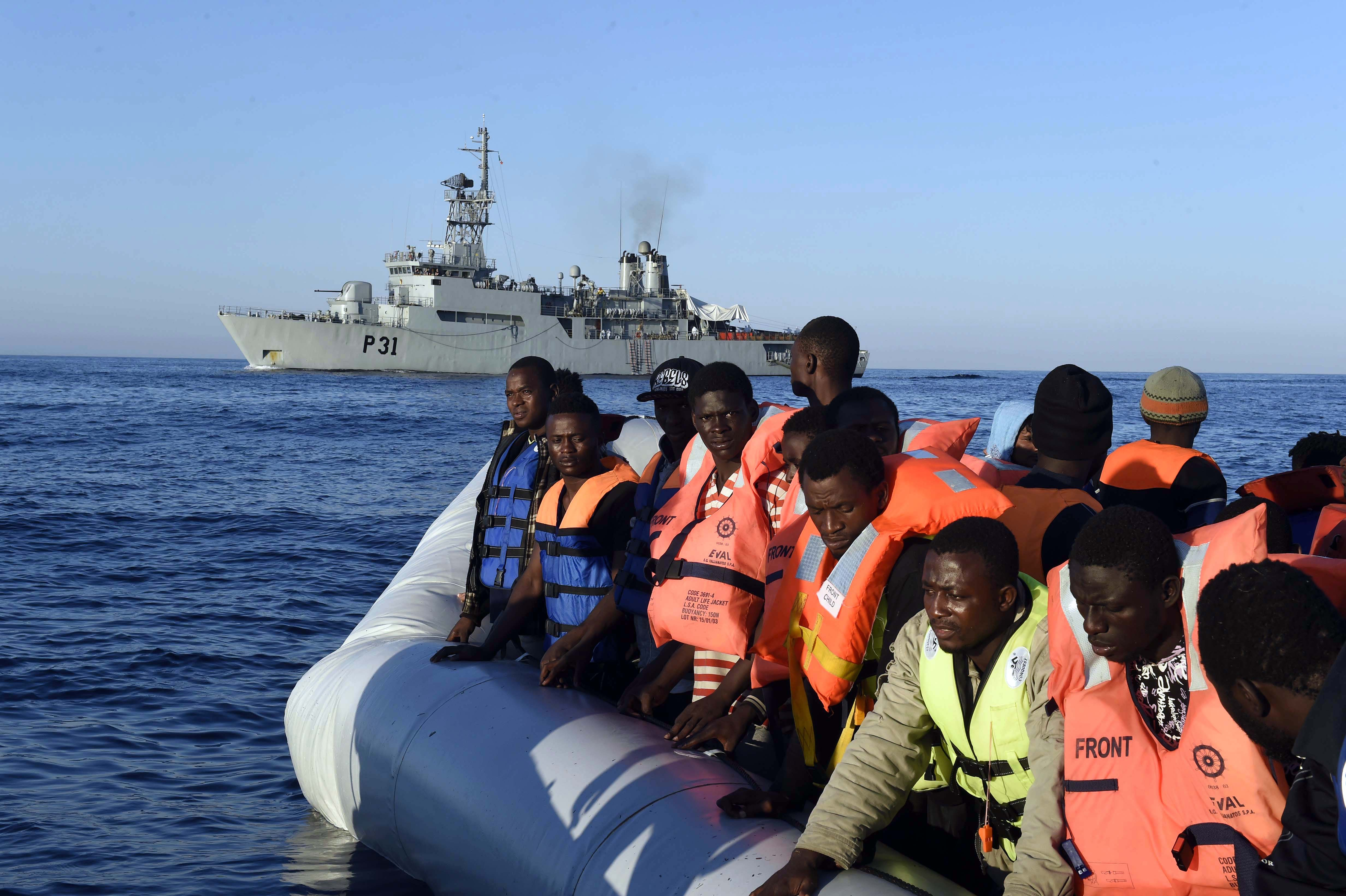
Las situaciones de crisis sirven de laboratorio a los traficantes de personas

La esclavitud en Libia en el siglo XXI es un fenómeno que se comprobó en noviembre de 2017 debido a que la cadena de noticias CNN mostró imágenes de una subasta de hombres en Trípoli, Libia. Se trataba de personas de origen subsahariano, en su mayoría, que son secuestradas en su ruta hacia Europa. La esclavitud en Libia era un secreto a voces, ya que las organizaciones de defensa de los derechos humanos habían denunciado anteriormente las torturas, malos tratos y trabajos forzados que sufren los migrantes retenidos en el país norteafricano.
En julio de 2017, la Organización Internacional para las Migraciones (OIM) advirtió que migrantes eran vendidos en los mercados públicos de esclavos de Libia. Al menos, 20.000 fueron capturados por bandas criminales y llevados a centros de detención.
Desde noviembre de 2017 se han reportado varios casos de secuestros de gente de raza negra en Libia causando indignación internacional. 

## Antecedentes
Tras la intervención militar de la OTAN en 2011 en apoyo de los rebeldes que protestaban contra el dictador Muammar Gaddafi pidiendo avances democráticos del régimen, Libia se ha sumido en el caos. La deposición de Gaddafi fue seguida de un conflicto civil desde 2014 entre diferentes grupos que buscan el control de Libia, dando lugar a un Gobierno reconocido por Estados Unidos con base en Trípoli, y otro Gobierno paralelo sostenido por militares.
Debido a la inestabilidad en los países africanos cientos de personas en 2015 se vieron obligadas a dejar sus hogares y poner rumbo a Europa en busca de oportunidad, la ruta más eficiente y común para llegar a Europa es a través de Libia. En 2016 Intermon Oxfam alertó en un informe que los migrantes retenidos en Libia a menudo sufrían torturas, malos tratos y trabajos forzados; la organización Internacional para las Migraciones (OIM) afirmó en julio de 2016 sobre la venta de seres humanos y la trata se estaban dando en escenarios de crisis, especialmente en Libia.

## Reportaje de CNN
En octubre de 2017 un equipo de CNN viajó a Libia y fue testigo de una subasta de una docena de hombres, algunos por tan solo $ 400 cada uno. El equipo de la cadena televisiva descubrió que las subastas tenían lugar en nueve lugares distintos en el país. La CNN público un informe exclusivo que exponía cómo los migrantes son vendidos por contrabandistas. Además de alertar a las autoridades libias, la CNN entregó imágenes como evidencia a la Corte Penal Internacional.
Uno de los hombres que estaba siendo subastado parece tener veintitantos años y lleva una camisa pálida y pantalones de chándal. Se le ofrece a la venta como parte de un grupo de "niños grandes y fuertes para el trabajo agrícola", según el subastador, que permanece fuera de cámara. 
CNN trabajó para verificar su autenticidad y viajó a Libia para investigar más a fondo. Llevando cámaras ocultas a una propiedad en las afueras de la capital, Trípoli, el equipo de la cadena asistió a una de las subastas, donde los subastadores decían que los hombres de raza negra eran "excavadoras" y veían como los compradores levantaban la mano a medida que el precio subía, "500, 550, 600, 650 ..." En cuestión de minutos todo terminó y los hombres, absolutamente resignados a su destino, fueron entregados a sus nuevos "maestros".

### Reacciones
El 17 de noviembre de 2017 Libia abrió una investigación sobre los mercados de esclavos que operaban en el país después del informe exclusivo de CNN. El Gobierno de Libia respaldado por Naciones Unidas, dijo que estaban dispuestos a abordar las violaciones contra los inmigrantes ilegales, pero argumentaron que la comunidad internacional y los países desde los cuales viajan los inmigrantes también deberían asumir la responsabilidad. La investigación fue supervisada por la Agencia de Inmigración Anti-Ilegal del gobierno. La Organización Internacional para las Migraciones (OIM), una organización intergubernamental con sede en Ginebra que se centra en la gestión de la migración, acogió con agrado la investigación de Libia, pero advirtió que "las redes de contrabando son cada vez más fuertes, más organizadas y mejor equipadas". Alpha Conde, presidente de la Unión Africana, y Federica Mogherini, jefa de política exterior de la Unión Europea, se comprometieron en un comunicado de prensa conjunto para ayudar a Libia a combatir rápidamente el problema de los traficantes de personas.
El 19 de noviembre de 2017 días después del reportaje exclusivo de la CNN, manifestantes se reunieron cerca de la Embajada de Libia en el centro de París para denunciar las subastas de esclavos e instar a las autoridades a actuar rápidamente. Más tarde ese día, la estrella de fútbol Paul Pogba celebraba un partido para el Manchester United con un gesto de esposas que destacaba la difícil situación de los inmigrantes en Libia.
El secretario general de la ONU, Antonio Guterres, dijo que estaba "horrorizado" por los informes de inmigrantes africanos vendidos como esclavos. Él dice que las imágenes demuestran algunos de "los abusos más atroces de los derechos humanos" y pueden constituir crímenes de lesa humanidad.

## Esclavos nigerianos
"Sus cuerpos fueron mutilados, sus órganos extraídos y luego son asados. ¡Asados vivos! Esto es lo que hacen los libios a los africanos subsaharianos que buscan un punto de tránsito hacia Europa. Los venden como esclavos y los asesinan, mutilan, torturan o los hacen trabajar hasta la muerte",  así resumió Femi Fani-Kayode, exministro de Cultura de Nigeria, el destino final de los esclavos africanos que son traficados en Libia. Asegura que tres cuartas partes de las personas capturadas por bandas criminales y vendidos como esclavos en Libia en la región provenían del sur de Nigeria.
Fani-Kayode también criticó al presidente nigeriano, Muhammadu Buhari, por no hacer lo suficiente para proteger a las víctimas.

## Torturas de refugiados
El 25 de enero de 2018 en un vídeo publicado por el diario italiano Il Corriere della Sera se puede escuchar a los delincuentes repetir frases como "hoy los asesinamos a todos" mientras propinan latigazos en las espaldas desnudas de las víctimas, migrantes en Libia. En otro momento se puede ver cómo vierten plástico derretido sobre el cuerpo de un joven mientras este se revuelve en el suelo suplicando piedad. Las imágenes quedaron registradas en los teléfonos móviles de los agresores para exigir un rescate a los familiares de sus rehenes.
Se sospecha que las personas torturadas en el vídeo podrían haber sido subastados como esclavos. La milicia del gobierno de unidad nacional libio, conocida como RADA, aseguró que había capturado a los cuatro miembros de la banda y publicó sus nombres y apellidos, aunque sin precisar detalles de cómo operaba esta agrupación.